# Strictly Commercial
Strictly Commercial je kompilační album amerického rockového kytaristy a zpěváka Franka Zappy, vydané v roce 1995, tedy dva roky po jeho smrti. Skladby pocházejí z let 1966–1988, tedy skoro celé jeho kariéry.

## Seznam skladeb

### Strana 1
1. Peaches en Regalia
2. Don't Eat the Yellow Snow (single version)
3. Dancin' Fool (12" disco mix)
4. San Ber'dino
5. Let's Make The Water Turn Black

### Strana 2
1. Dirty Love
2. My Guitar Wants to Kill Your Mama
3. Cosmik Debris
4. Trouble Every Day
5. Disco Boy

### Strana 3
1. Bobby Brown (Goes Down)
2. I'm the Slime
3. Joe's Garage (single version)
4. Fine Girl
5. Planet of the Baritone Women
6. Sexual Harassment in the Workplace

### Strana 4
1. Tell Me You Love Me
2. Montana (single version)
3. Valley Girl
4. Be in My Video
5. Muffin Man

## Sestava
- Frank Zappa – zpěv, sólová kytara
- Warren Cuccurullo – rytmická kytara
- Tom Fowler – basová kytara
- Bruce Fowler – bicí
- Captain Beefheart – zpěv, sopránsaxofon